# 李俊威
李俊威（英語：Wilber Lee Chun-Wai），香港政治人物，動元十八成員，前元朗區議會十八鄉東選區議員。2019年香港區議會選舉擊敗鄉事派林添福及黃柏仁當選。目前定居英國倫敦。

## 背景
李俊威成長於香港南區鴨脷洲，因熱愛動物及嚮往鄉村生活，2014年舉家搬入元朗十八鄉居住。中學畢業後，李俊威即時投身社會工作，曾任保險從業員、廣告及電影幕後人員，後來選擇當攝影師。

## 從政

### 2019年區議會選舉
李俊威參選源於2019年6月起反對逃犯條例修訂運動，認為區議員的身份有助改變社會，遂於同年7月決定參選2019年區議會選舉。由於張秀賢有意出選元龍選區，同時得悉十八鄉東選區只有鄉事派有意參選，故此李俊威改為出選十八鄉東選區。同年10月3日，二人於元朗鳳攸北街休憩處宣佈代表民主派參選。
10月4日，李俊威向選舉事務處遞交提名申請，參選元朗十八鄉東選區 。10月31日獲時任元朗民政專員、選舉主任袁嘉諾確認，成為該區2號候選人，與林添福及黃柏仁角逐議席。結果李俊威以1,838票險勝，成為該區自成立以來首位非鄉事派區議員。2020年1月1日正式上任。
| 政党   | 政党     | 候选人    | 票数  | %     | ± |
| ------ | -------- | --------- | ----- | ----- | - |
|        | 鄉事派   | ①. 林添福 | 1,500 | 39.21 |   |
|        | 民主動力 | ②. 李俊威 | 1,838 | 48.04 |   |
|        | 鄉事派   | ③. 黃柏仁 | 488   | 12.75 |   |
| 多数票 | 多数票   | 多数票    | 338   | 8.83  |   |

### 加入動元十八
2020年2月23日，動元十八在Facebook專頁宣布十八鄉東區議員李俊威加入，令動元十八議席數增至3席。

## 元朗區議會議員（2020-2023）
李俊威上任議員後，先後擔任本土旅遊、經濟及工商業委員會主席，以及動物權益福利工作小組主席。